# Gaël Lafont
Gaël Lafont (* 7. Juni 2006 in Aix-en-Provence) ist ein französischer Fußballspieler, der aktuell bei Olympique Marseille in der Ligue 1 spielt.

## Karriere

### Verein
Lafont begann seine fußballerische Ausbildung im Oktober 2011 beim Burel FC. Genau fünf Jahre später wurde er von der Juniorenakademie von Olympique Marseille verpflichtet. Mit dieser konnte er 2023 den U17-Meistertitel gewinnen. Nebenbei spielte er in der Saison 2022/23 auch schon in der U19-Mannschaft in der Liga und in der UEFA Youth League, in der er auch traf. Im Februar 2024 unterschrieb er seinen ersten Profivertrag bei OM. Nach weiteren U19- und Zweitmannschaftsspielen debütierte Lafont am 18. April 2024 im Alter von 17 Jahren im Viertelfinalrückspiel der UEFA Europa League nach Einwechslung in der Verlängerung gegen Benfica Lissabon, bevor man sich im Elfmeterschießen durchsetzen konnte.

### Nationalmannschaft
Lafont spielte von September bis November 2021 fünfmal für die französische U16-Nationalmannschaft.

## Erfolge
Olympique Marseille
Französischer B-Junioren-Meister: 2023